# Гусеницеїд чорнощокий
Гусеницеїд чорнощокий (Conopophaga melanops) — вид горобцеподібних птахів родини гусеницеїдових (Conopophagidae).

## Поширення
Ендемік Бразилії. Поширений вздовж атлантичного узбережжя від Параїби до штату Санта-Катарина.

## Опис

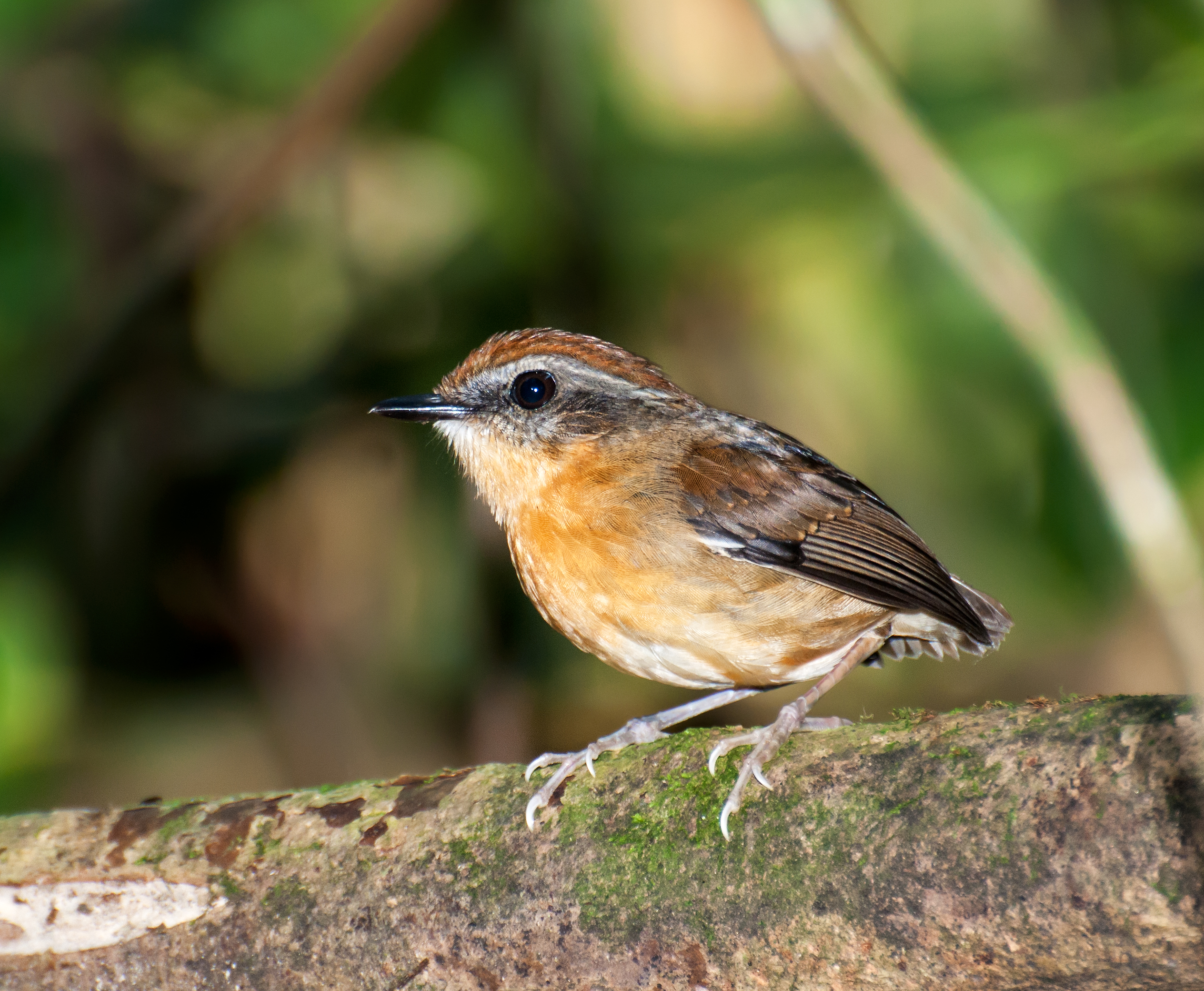
Самиця

Дрібний птах, завдовжки 10,5-12 см, вагою до 20 г. Тіло пухке з великою сплющеною головою, коротким конічним дзьобом, короткими і закругленими крилами, квадратним хвостом та міцними ногами. В забарвленні присутній чіткий статевий диморфізм. У самців верхня частина голови помаранчева, лицьова маска чорна. Горло, груди та черево сірі з блакитним відтінком. Спина, крила та хвіст коричневі. У самиць вершина голови руда, лицьова маска сіро-коричнева зі світло-сірою надбрівною смугою, горло світло-жовте, груди і черево помаранчево-коричневі.

## Спосіб життя
Мешкає у бразильському атлантичному лісі з густим підліском та численними епіфітами. Трапляється поодинці або парами. Активний вдень. Більшу частину дня сидить на нижніх гілках чагарників, чатуючи на здобич. Живиться комахами та іншими дрібними безхребетними. Моногамні птахи. Сезон розмноження припадає жовтень та листопад. Самиця будує чашоподібне між гілками чагарників на висоті до півметра над землею. У кладці 2—3 яйця. Насиджують обидва партнери по черзі. Інкубація триває 15 днів. Піклуванням про пташенят займаються обидва батьки. Приблизно через три тижні після вилуплення пташенята покидають гніздо, але батьки годують їх ще впродовж 20 днів.